# Pedro Bello

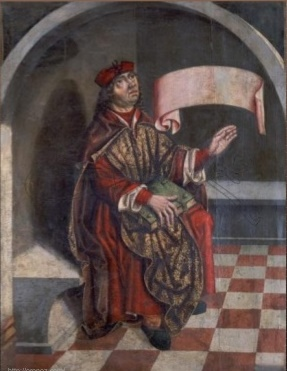
Isaías, catedral vieja de Salamanca, Museo Diocesano

Pedro Bello (documentado entre 1494 y 1503) fue un pintor considerado tradicionalmente como discípulo de Fernando Gallego.
No hay noticias sobre las fechas o lugares de nacimiento, aunque un documento de Vich de 1494 lo considera castellano.
Su obra más conocida son las sargas de las puertas del retablo de Santa Catalina de la Catedral Vieja de Salamanca (obra de Francisco Gallego), concluidas en 1503 según el documento de pago. En ellas, conservadas en el Museo Catedralicio de Salamanca, se representan el Juicio de Santa Catalina, el profeta Isaías, la Resurrección, el Traslado de Santa Catalina, la Anunciación, David y el Ecce Homo.
Pintor mediocre, en su obra, de carácter independiente, se pone de manifiesto su formación en el entorno del taller de Fernando Gallego.
Su primera obra conocida, el retablo de la Piedad en Vich, documentado en 1494, no ha llegado hasta la actualidad.
Tampoco se conserva el retablo de Salvatierra, elaborado en 1503 tras las portezuelas del retablo de Santa Catalina.
Se le han atribuido otras obras como un San Sebastián procedente de Cantalpino.